# Rolf-Hermann Ringert
Rolf-Hermann Ringert (* 22. September 1945 in Sankt Michaelisdonn) ist ein deutscher Mediziner. Er war Leiter der Abteilung Urologie am Universitätsklinikum Göttingen.

## Leben
Promoviert wurde Ringert 1972 am Klinikum Mannheim mit einer Arbeit über den Wirkungsmechanismus von Endotoxinen. Zunächst war er in der Kinderchirurgie tätig, wechselte jedoch 1976 zur Urologie, worin er 1980 seine Ausbildung zum Facharzt absolvierte.
1983 habilitierte er sich an der Universität-Gesamthochschule Essen mit dem Thema Nicht seminomatöse Hodentumoren – Grundlagen und Ergebnisse neuer Therapiekonzepte und experimentelle Untersuchungen zur Kinetik von Antitumorsubstanzen in der Interstitialflüssigkeit. 1985 wurde er auf eine Professur am Klinikum Essen berufen. Seit 1988 war er Direktor der Urologischen Universitätsklinik Göttingen. 2012 ging er in den Ruhestand.
Für hervorragende Leistungen auf dem Gebiet der Fort- und Weiterbildung in der Urologie verlieh ihm die Deutsche Gesellschaft für Urologie e.V. 2001 den von der APOGEPHA Arzneimittel GmbH Dresden gestifteten, mit 10.000 DM dotierten Felix-Martin-Oberländer-Preis.
Der Hauptausschuss der Deutschen Forschungsgemeinschaft (DFG) rügte ihn am 5. Juli 2005 wegen als „Falschangaben“ gewerteter Verstöße gegen die Regeln guter wissenschaftlicher Praxis in einer von ihm als Hauptautor in der Zeitschrift Nature veröffentlichten Fallstudie.